# Typhlops costaricensis
Typhlops costaricensis là một loài rắn trong họ Typhlopidae. Loài này được Jimenez & Savage mô tả khoa học đầu tiên năm 1963.